# Choanoflagellida
Los coanoflagélidos (Choanoflagellida)  son un orden de protozoos flagelados que nadan libremente o anclados, de agua dulce o marina, unicelulares o en colonias. Pertenecen a la clase Zoomastigophorea/Choanoflagellatea, subfilo Mastigophora.
Presentan un segmento apical único, cuya parte proximal está rodeada por un collar compuesto de seudópodos dispuestos en paralelo, que filtran las partículas alimenticias de la corriente de agua producida por el flagelo y una cubierta membranosa o en forma de cesta compuesta por silicatos.

## Especies
En la actualidad se reconocen xx especies dentro del género NN, aunque existen varias nombradas pero que se consideran dudosas. Son las siguientes:
Ejemplo:
- P. aurelia Ehrenberg, 1838